# Kiwool
Kiwool (nep. किउल) – gaun wikas samiti w środkowej części Nepalu w strefie Bagmati w dystrykcie Sindhupalchowk. Według nepalskiego spisu powszechnego z 2001 roku liczył on 730 gospodarstw domowych i 3580 mieszkańców (1762 kobiet i 1818 mężczyzn).